# Skępe (gmina)
Pour l’article homonyme, voir Skępe.
Skępe est une gmina mixte du powiat de Lipno, Couïavie-Poméranie, dans le centre-nord de la Pologne. Son siège est la ville de Skępe, qui se situe environ 13 km à l'est de Lipno et 53 km à l'est de Toruń.
La gmina couvre une superficie de 179,23 km2 pour une population de 7 503 habitants.

## Géographie
La gmina est bordée par les gminy de Chrostkowo, Radomin, Rogowo, Rypin County, Rypin, Wąpielsk et Zbójno.
Outre la ville de Skępe, la gmina inclut les villages et localités de Babie Ławy, Boguchwała, Godzapłać, Chałacie, Czarny Las, Czermno, Franciszkowo, Gęstowarka, Głęboczek, Gorzeszyn, Grabówiec, Guzowatka, Huta, Jarczewo, Józefkowo, Kamienica, Kierz, Koziołek, Kujawy, Kukowo, Łąkie, Ławiczek, Likiec, Lubówiec, Moczadła, Modrzewie, Narutowo, Pokrzywnik, Radziochy, Rumunki, Sarnowo, Skępskie, Szczekarzewo, Wioska, Wólka, Żagno, Zajeziorze et Żuchowo.